# Leucania februalis
Leucania februalis är en fjärilsart som beskrevs av Hill 1924. Leucania februalis ingår i släktet Leucania och familjen nattflyn. Inga underarter finns listade i Catalogue of Life.